# Simpl (Wien)

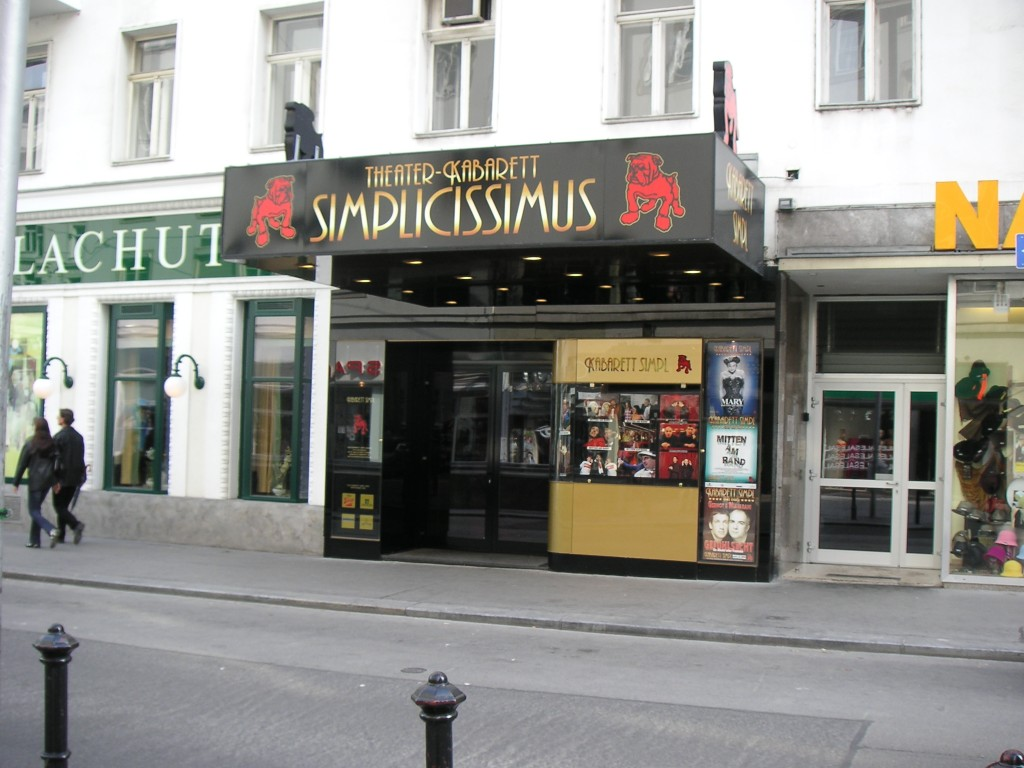
Das „Simpl“ in der Wollzeile im I. Wiener Gemeindebezirk

Der Simpl ist ein 1912 als Bierkabarett Simplicissimus eröffnetes Kabarett in Wien-Innere Stadt. In den 1920er- und 30er-Jahren brachte er Kabarettgrößen wie Fritz Grünbaum und Karl Farkas hervor. Name, Schriftzug und die rote Bulldogge nehmen Bezug auf die 1896 gegründete Münchner Satirezeitschrift Simplicissimus.

## Geschichte
Am 25. Oktober 1911 als Bierkabarett Simplicissimus eröffnet (andere Quellen, sowie die Webseite weisen das Jahr 1912 als Gründungsjahr auf), wurde es von den Wienern bald nur noch als „Der Simpl“ bezeichnet. Ein buntes Programm von Chansons, Klavierimprovisationen und artistischen Darbietungen etc. machten das Theater zu einem der beliebtesten Kellertheater in Wien. Erst in den 1920er und 1930er Jahren wurde es zu einem kabarettistischen Revuetheater unter Karl Farkas und Fritz Grünbaum, das diese bis zwei Tage vor dem Anschluss am 12. März 1938 bespielten. Mit jenem Monat endete die seit 1936 bestehende Ausgabe der betriebseigenen, von Viktor Claudius redigierten Monatsschrift Der Wiener Simpl.
Anschließend wurde das der Familie Goldfarb gehörende Kabarett arisiert. Neuer Direktor wurde der Nationalsozialist Felix Bernard, der auch für die Abwehr tätig war. Auftritte waren von nun an reichsdeutschen Schauspielern vorbehalten. Die neuen Conférenciers waren das Duo Wondra & Zwickl. Auftritte erfolgten u. a. von Mitzi Tesar, Fritz Muliar und Paul Löwinger.
Gegen Ende des Zweiten Weltkrieges, vor allem nach Verhängung der Theatersperre im Herbst 1944, wurde der Simpl als Luftschutzkeller genutzt.
Nach dem Krieg nahm der Simpl am 18. Mai 1945, als erstes Kabarett in Wien, den Spielbetrieb wieder auf, erfolgreich aber erst 1950 als Karl Farkas durch den nunmehrigen Eigentümer Baruch Picker aus dem Ausland auf die Bühne zurückgeholt wurde. Weitere bekannte Schauspieler waren Ernst Waldbrunn, Cissy Kraner, Heinz Conrads, Otto Schenk, Alfred und Maxi Böhm. Die Vorstellungen von Karl Farkas waren auch Fixpunkte im ORF. Ab 1957 strahlte der Sender jährlich Ende Dezember die Bilanz des Jahres aus, die als Nummernrevue die politischen und gesellschaftlichen Ereignisse und Tendenzen des letzten Jahres kabarettistisch aufarbeitete. Bereits am 30. Oktober 1957 hatte die Zusammenarbeit zwischen dem Simpl und dem österreichischen Fernsehen mit der Bilanz des Monats begonnen, die meist mit längeren Sommerpausen bis Februar 1962 ausgestrahlt und von der Bilanz der Saison abgelöst wurde. Als Autor und Pianist war ab 1950 auch Hugo Wiener im Simpl tätig, das er 1965 nach dem Bruch mit Farkas gemeinsam mit seiner Frau Cissy Kraner verließ. Karl Farkas leitete den Simpl künstlerisch bis zu seinem Tod im Jahr 1971.
Zwischen 1971 und 1974 wurde der Simpl künstlerisch von Hugo Wiener und Maxi Böhm geleitet, danach erwarb Martin Flossmann ihn von Picker. Seinem Ensemble gehörten unter anderem Erwin Steinhauer, Kurt Sobotka, Tamara Stadnikow (Flossmanns Ehefrau), Hans Harapat, Louis Strasser und Edith Leyrer an, zeitweilig auch Harald Hofbauer.
1993 folgte Albert Schmidleitner, der bereits seit 1981 Geschäftsführer des Simpl war, Flossmann als neuer Eigentümer nach. Die künstlerische Leitung übernahm der damals 25-jährige Michael Niavarani. Zu seinem Ensemble gehörten unter anderem Sigrid Hauser, Viktor Gernot, Dolores Schmidinger, Steffi Paschke, Theresia Haiger, Bettina Soriat, Michael Mohapp, Rupert Henning, Andreas Steppan, Markus Mitterhuber, Roman Frankl, Bernhard Murg, Christoph Fälbl, Herbert Steinböck und Gerold Rudle.
Charakteristisches und unverwechselbares Element ist der rote Vorhang, der dem österreichischen Fernsehpublikum seit den 1960er Jahren wohlvertraut ist. Vor ihm traten zuerst Fritz Grünbaum, später Karl Farkas, dann Martin Flossmann und ab 1993 Michael Niavarani auf, um nach einer Eröffnungsnummer das eigentliche Programm mit meistens tagesaktuellen Pointen anzusagen. Ab Herbst 2004 führte Herbert Steinböck als Conférencier durch das Programm, von 2007 bis 2013 übernahm diese Aufgabe Ciro de Luca. Von Herbst 2013 bis Juni 2015 fungierte Stefano Bernardin als Conférencier. Mit Claudia Rohnefeld führte nach Tilde Lechner und Dolores Schmidinger von Herbst 2015 bis Juni 2017 die dritte Conférencière in der Geschichte des Hauses durch das Programm. Seit der Saison 2017/18 fungiert Joachim Brandl als Conférencier.
2019 erwarb Michael Niavarani das Simpl, mit der Saison 2019/20 kehrte er als künstlerischer Leiter zurück.
2025 erhält das Simpl den Sonderpreis des Österreichischen Kabarettpreises.

### Conférenciers (Auswahl)
- 1974 bis 1993: Martin Flossmann
- 1993 bis 2004: Michael Niavarani
- 2004 bis 2007: Herbert Steinböck
- 2007 bis 2013: Ciro de Luca
- 2013 bis 2015: Stefano Bernardin
- 2015 bis 2017: Claudia Rohnefeld
- seit 2017: Joachim Brandl